# JS Etajima
Le JS Etajima (pennant number : MSO-306) est le troisième dragueur de mines de classe Awaji de la Force maritime d'autodéfense japonaise (JMSDF).

## Construction et carrière
La quille du JS Etajima a été posée le 22 février 2018 et il a été lancé le 12 décembre 2019 par Japan Marine United (JMU) à Yokohama. Il a été mis en service le 16 mars 2021 et il a ensuite été incorporé au 3e groupe de guerre des mines et déployé à Kure,,,,.
Le 1er avril 2025, le JS Etajima et le JS Bungo sont arrivés au port de Colombo, au Sri Lanka, pour une visite de courtoisie prévue jusqu’au 4 avril.